# Foidonośny dioryt
Foidonośny dioryt – obojętna skała plutoniczna, składająca się głównie z (2/3 objętości) plagioklazów (zwykle andezynu i oligoklazu) i amfiboli (hornblenda), niekiedy z dodatkiem piroksenów (augit, hipersten), biotytu oraz skaleni potasowych (ortoklaz, mikroklin), czasami oliwinu. Foidy (skaleniowce – leucyt, nefelin, analcym, sodalit) występują w ilości do 10%. W zależności od rodzaju występujących skaleniowców tworzy się lokalną nazwę skały. Minerałami akcesorycznymi są: magnetyt, ilmenit, apatyt, cyrkon, tytanit. Na diagramie klasyfikacyjnym QAPF foidonośny dioryt zajmuje pole 10' wraz z foidonośnym gabrem.
Foidonośny dioryt jest koloru szarego, ciemnoszarego, szaroczarnego, lub rzadziej ciemnoszarozielonego – zawiera od 25% do 50% minerałów ciemnych (barwnych). Ma strukturę jawnokrystaliczną: średnio- lub gruboziarnistą.